# Episodi di Law & Order - Unità vittime speciali (sesta stagione)

Il cast principale durante la sesta stagione:
Ice-T (Det. Odafin Tutuola), Richard Belzer (Det. John Munch), Mariska Hargitay (Det. Olivia Benson), Dann Florek (Cap. Donald Cragen), Christopher Meloni (Det. Elliot Stabler), B. D. Wong (Dott. George Huang) e Diane Neal (Casey Novak).

La sesta stagione della serie televisiva Law & Order - Unità vittime speciali, composta da 23 episodi, è stata trasmessa in prima visione negli Stati Uniti d'America da NBC dal 21 settembre 2004 al 24 maggio 2005.
In Italia la serie è stata trasmessa in prima visione da Fox (fino all'episodio 18) e da Fox Crime (dall'episodio 19 in poi) dal 2 settembre al 18 novembre 2005, e in chiaro da Rete 4 dal 17 febbraio al 5 maggio 2007 (saltando otto episodi trasmessi successivamente).
| nº | Titolo originale | Titolo italiano | Prima TV USA      | Prima TV Italia   |
| -- | ---------------- | --------------- | ----------------- | ----------------- |
| 1  | Birthright       | Due madri       | 21 settembre 2004 | 2 settembre 2005  |
| 2  | Debt             | Il debito       | 28 settembre 2004 | 2 settembre 2005  |
| 3  | Obscene          | Osceno          | 12 ottobre 2004   | 9 settembre 2005  |
| 4  | Scavenger        | L'enigmista     | 19 ottobre 2004   | 9 settembre 2005  |
| 5  | Outcry           | Frutto proibito | 26 ottobre 2004   | 16 settembre 2005 |
| 6  | Conscience       | L'esecuzione    | 9 novembre 2004   | 16 settembre 2005 |
| 7  | Charisma         | Il carisma      | 16 novembre 2004  | 23 settembre 2005 |
| 8  | Doubt            | Il dubbio       | 23 novembre 2004  | 23 settembre 2005 |
| 9  | Weak             | Vulnerabilità   | 30 novembre 2004  | 30 settembre 2005 |
| 10 | Haunted          | L'ossessione    | 7 dicembre 2004   | 30 settembre 2005 |
| 11 | Contagious       | Contagioso      | 11 gennaio 2005   | 7 ottobre 2005    |
| 12 | Identity         | Identità        | 18 gennaio 2005   | 7 ottobre 2005    |
| 13 | Quarry           | La preda        | 25 gennaio 2005   | 14 ottobre 2005   |
| 14 | Game             | Il gioco        | 8 febbraio 2005   | 14 ottobre 2005   |
| 15 | Hooked           | L'adescamento   | 15 febbraio 2005  | 21 ottobre 2005   |
| 16 | Ghost            | Il fantasma     | 22 febbraio 2005  | 21 ottobre 2005   |
| 17 | Rage             | Rabbia          | 1º marzo 2005     | 28 ottobre 2005   |
| 18 | Pure             | Senza macchia   | 8 marzo 2005      | 28 ottobre 2005   |
| 19 | Intoxicated      | Intossicazione  | 29 marzo 2005     | 4 novembre 2005   |
| 20 | Night            | Di notte        | 3 maggio 2005     | 4 novembre 2005   |
| 21 | Blood            | Sangue          | 10 maggio 2005    | 11 novembre 2005  |
| 22 | Parts            | Pezzi           | 17 maggio 2005    | 11 novembre 2005  |
| 23 | Goliath          | Golia           | 24 maggio 2005    | 18 novembre 2005  |

## Due madri
- Titolo originale: Birthright
- Diretto da: Arthur W. Forney
- Scritto da: Jonathan Greene

### Trama
L'indagine sul tentato rapimento di Patty Branson, una bambina diabetica di sei anni, fa scoprire il piano di un medico della fertilità per rubare gli embrioni che va avanti da anni. Patty è nata dall'inseminazione di un embrione rubato, ed il fatto provoca una battaglia per l'affidamento tra Michelle, la madre biologica, e Sarah, la donna che ha portato in grembo la bambina.
- Guest star: Abigail Breslin (Patty Branson).

## Il debito
- Titolo originale: Debt
- Diretto da: David Platt
- Scritto da: Amanda Green

### Trama
Mentre Benson e Stabler indagano sulla scomparsa di una madre e di sua figlia adolescente, scoprono un'organizzazione composta da un avvocato corrotto dell'immigrazione e un gruppo di gangster che gestiscono un giro di prostituzione composto da donne che hanno introdotto di nascosto nel paese e imprigionate come schiave sessuali. Il Dr. George Huang si rivela subito come l'infiltrato perfetto per indagare a Chinatown.
Guest star: Ming-Na Wen (Li Mei Wu), James Hong (commerciante cinese).
Curiosità: Ming-Na Wen, James Hong e B.D. Wong hanno fatto parte insieme nel 1998 del cast di doppiatori principali del film animato Mulan.

## Osceno
- Titolo originale: Obscene
- Diretto da: Constantine Makris
- Scritto da: Jose Molina

### Trama
Con l'incoraggiamento di un conduttore radiofonico, un'adolescente viene violentata e un altro viene arrestato quando vengono messi insieme dagli adulti manipolatori nelle loro vite, le cui uniche motivazioni sono la celebrità e la pubblicità per i propri interessi egoistici.
- Guest star: Dana Delany (Carolyn Spencer), Lewis Black (B.J. Cameron), Maggie Grace (Jessie Dawning), Nestor Serrano (Franco Marquez), Tessa Auberjonois (Dr. Payne).

NOTA: Nell'episodio ci sono due incongruenze: Elliot dice che Jessie lavora sedici ore al giorno. Tuttavia, dato che ha sedici anni, non è legalmente autorizzata a lavorare per quelle ore fino a quando non compie diciotto anni, a causa delle leggi sul lavoro minorile in America. In secondo luogo, Cragen parla a Stabler del matrimonio legale tra i personaggi Marquez e Jessie (quest'ultima legalmente emancipata da quando aveva 14 anni), che "Marquez ha 40 anni, Jessie 16. È pedofilia legalizzata". Questo è pericolosamente errato, poiché la pedofilia è sempre stata per definizione l'attrazione primaria o esclusiva verso la prepubertà, mentre l'efebofilia (che non è nemmeno classificata come diagnosi o disturbo psichiatrico), invece, è l'attrazione primaria o esclusiva per gli adolescenti medio-tardi e gli adulti biologici di età compresa tra i 15/16 e i 18/19 anni, come chiarito accuratamente anche dal dottor George Huang nella serie, e anche in questo caso non proverebbe che Franco Marquez sia un efebofilo. Inoltre, a causa delle variazioni biologiche per individuo e per genere, i criteri diagnostici psichiatrici per la pedofilia estendono la soglia media di prepubertà all'età di 13 anni e, a seconda del contesto e delle circostanze, possono esserci gravi e serie ripercussioni legali nella vita reale per calunnia e/o diffamazione quando la parola "pedofilo" viene usata impropriamente e senza basi valide contro qualcuno, sia in America che in altri Paesi del mondo.

## L'enigmista
- Titolo originale: Scavenger
- Diretto da: Daniel Sackheim
- Scritto da: Dawn DeNoon e Lisa Marie Petersen

### Trama
L'intera Unità vittime speciali corre contro il tempo per risolvere gli enigmi e scoprire indizi sparsi per New York da un serial killer che li sta sfidando, per trovare lui e le prossime vittime sulla sua lista.
- Guest star: Doug Hutchison (Humphrey Becker).

## Frutto proibito
- Titolo originale: Outcry
- Diretto da: Constantine Makris
- Scritto da: Patrick Harbinson

### Trama
Un'adolescente scomparsa, trovata picchiata e legata in un dormitorio universitario in costruzione, afferma di essere stata violentata da tre studenti, ma mentre le indagini procedono e le informazioni ottenute dalla polizia e dalla stampa fanno in modo che la sua storia diventi sempre meno credibile, la ragazza ritratta. Poiché Benson rimane convinta che si sia verificato uno stupro, il fulcro delle indagini si sposta sul patrigno eccessivamente protettivo della ragazza che si è opposto alle indagini sin dall'inizio. Quando la ragazza finalmente dice la verità sull'attacco, diventa evidente che le sue bugie erano pensate per proteggere il suo innocente patrigno dalla rovina fisica e finanziaria, perché la ragazza dice che il capo di suo padre l'ha violentata. Dopo che la ragazza dice chi l'ha aggredita, una precedente vittima si fa avanti e dice che ha avuto lo stesso aggressore.
- Guest star: Amanda Seyfried (Tandi McCain), John Schuck (Supervisore Capo Muldrew).

## L'esecuzione
- Titolo originale: Conscience
- Diretto da: David Platt
- Scritto da: Roger Wolfson e Robert Nathan

### Trama
Gli investigatori e il procuratore distrettuale vengono ingannati prima dall'adolescente assassino di un ragazzino, e poi dal padre della vittima, uno psichiatra che usa la sua esperienza professionale per sfuggire alla punizione per aver vendicato la morte di suo figlio.
- Guest star: Kyle MacLachlan (dottor Brett Morton).

## Il carisma
- Titolo originale: Charisma
- Diretto da: Arthur W. Forney
- Scritto da: Michele Fazekas e Tara Butters

### Trama
L'agente Benson incontra in ospedale Melanie Cramer una bambina di soli dodici anni incinta che racconta di aver già avuto un altro bambino e di essere sposata con un certo Abraham.  Quando la squadra SVU si reca a casa dell'uomo aprono la porta tanti bambini e poi compare l'uomo, che però fa resistenza alla polizia e richiude bruscamente la porta.  La situazione degenera, l'uomo uccide tutti i bambini e scappa tramite tunnel segreto. Nella casa viene ritrovata una vera e propria setta. Il capitano Cragen ed i suoi scoprono che si tratta in realtà di Eugene Hoff, un truffatore in carriera, attivo fin dagli anni ottanta, falsario e ladro, che si è trasformato ormai in omicida e pedofilo seriale per popolare il culto che ha creato. Lo scopo occulto è quello di poter mettere le mani su un fondo fiduciario multimilionario. Gli investigatori hanno difficoltà a trovare una pista perché nessuno nella setta dice nulla, nemmeno i loro nomi.
- Guest star: Jeff Kober (Abraham / Eugene Hoff).

- Nota: L'episodio è dedicato alla memoria di Emmy Ann Wooding, assistente di lunga data alla Wolf Films, morta in un incidente d'auto durante le riprese della stagione.

## Il dubbio
- Titolo originale: Doubt
- Diretto da: Ted Kotcheff
- Scritto da: Marjorie David

### Trama
Quando Myra Denning, una studentessa universitaria, denuncia uno stupro e Ron Polikoff, il suo professore, afferma che si trattava di sesso consensuale, Stabler e Benson si trovano nel mezzo di una battaglia legale, cercando di decidere se credere alla presunta vittima o al presunto autore che sosteneva che le piacesse il sesso violento. Benson si schiera con Myra, la vittima, mentre Stabler si ritrova a chiedersi se il professor Polikoff stia dicendo la verità sull'essere innocente, soprattutto dopo che Myra ha falsamente accusato Stabler di toccarla in modo inappropriato. Dopo aver riflettuto maggiormente sulla situazione, Benson e Stabler si chiedono se l'altro abbia ragione. Stabler ha problemi più grossi, però, poiché l'avvocato di Myra rivela che Kathy si è trasferita e ha preso i bambini.
- Guest star: Billy Campbell (Ron Polikoff), Shannyn Sossamon (Myra Denning).

## Vulnerabilità
- Titolo originale: Weak
- Diretto da: David Platt
- Scritto da: Michele Fazekas e Tara Butters

### Trama
Dopo aver litigato con Benson sulle loro vite private, Stabler chiede l'aiuto di Rebecca Hendrix, una ex poliziotta diventata psichiatra, per arrestare un criminale che stupra donne disabili. Quello che hanno in comune le prime tre vittime, infatti, è il fatto di essere state aggredite da dietro ed una disabilità, anche se di tipo diverso, da Colleen, ragazza paraplegica alla schizofrenica Miranda, con invece difetti psicologici. Quando viene trovata una quarta vittima, stavolta uccisa ed apparentemente senza disabilità, la situazione si complica, poiché lo stupratore seriale si è evoluto. Le indagini portano a Thomas Mathers, che però convive con il suo fidanzato ed è gay, i detective si chiedono come sia possibile questo contrasto. Tutte le prove portano a lui, tranne però le sue preferenze sessuali ed anche il DNA che non coincide. Il mistero si infittisce.
- Guest star: Mary Stuart Masterson (dottoressa Rebecca Hendrix), Becki Newton (Colleen Heaton), Amanda Plummer (Miranda Cole), Dallas Roberts (Thomas Mathers).
- Curiosità: Becki Newton è sposata con Chris Diamantopoulos, un altro attore legato al franchise di Law & Order, che ha partecipato a due episodi, di cui il primo, nella serie madre, rappresenta il suo debutto televisivo, nel 2002.
- Curiosità: L'episodio è il primo che vede Dallas Roberts nelle vesti di guest star, in un ruolo diverso però da quello che lo ha reso celebre nella serie, ovvero il super criminale internazionale Greg Yates, che impersona nel biennio 2015-2016. L'attore è inoltre presente nel franchise fin dal 1995, con tre partecipazioni nella serie madre.

## L'ossessione
- Titolo originale: Haunted
- Diretto da: Juan José Campanella
- Scritto da: Amanda Green

### Trama
Alla fine di un turno notturno di sorveglianza insieme ad Olivia, Fin si reca in una caffetteria per prendere la colazione per entrambi. Il detective, nel mentre rischia la vita per salvare un bambino piccolo, coinvolto in una rapina che avviene poco dopo nel negozio, e viene ferito da uno dei due rapinatori. Una volta ricoverato in ospedale Fin si riunisce con suo figlio, che lo va a trovare al reparto. In ospedale, però, arriva anche Sandra Knowles, una donna che, vista la sua foto sul giornale, dove viene celebrato come eroe dalla stampa, vuole denunciarlo per dei fatti avvenuti mentre lavorava alla Sezioni Narcotici del NYPD. Anche in questo caso è coinvolto un bambino, sequestrato da un drogato. Prima di rapire il piccolo, il criminale ha infatti incastrato la madre del bambino per omicidio ed ha usato il piccolo come copertura per i suoi traffici di metanfetamine. Il detective collabora quindi con il giovane detective Miguel "Mike" Sandoval della Narcotici per mettere le mani su una vecchia conoscenza, si tratta infatti del noto spacciatore noto come Fat Tony, con cui Fin ha avuto dei trascorsi nel passato. Lo spacciatore svela i protagonisti di un complesso giro di droga e furti.
- Guest star: Nicholas Gonzalez (detective Miguel "Mike" Sandoval), Jeffery V. Thompson (Fat Tony), John Schuck (capo dipartimento Muldrew).

## Contagioso
- Titolo originale: Contagious
- Diretto da: Aaron Lipstadt
- Scritto da: Jonathan Greene

### Trama
Dopo un incidente d'auto, una bambina di nove anni viene visitata e si scopre che è stata abusata sessualmente. Per paura e disperazione, la ragazza accusa il suo allenatore di calcio di averla molestata. Presto una sfilza di altre ragazze affermano di essere state violentate dallo stesso allenatore. Durante le indagini, Benson deve cercare di impedire a Stabler di cadere a pezzi mentre sua moglie lo ha lasciato. Elliot scopre che in realtà non è stato l'allenatore a violentare la bimba ma un'altra persona. Olivia infine convince la piccola a rivelare il nome del suo aguzzino che si rivela essere un giocatore di rugby che in realtà è un pedofilo che da anni molesta le bambine del suo allenatore e che aveva violentato e ucciso una delle sue vittime il cui corpo non era mai stato trovato. Trovate le prove nella sua macchina, Elliot e Fin danno al criminale una scelta finire in galera con la nomea di pedofilo e venire fatto a pezzi dai detenuti, oppure confessare e rivelare dove ha seppellito il cadavere. L'uomo terrorizzato cede e confessa i suoi crimini e dove ha sepolto il cadavere della bimba uccisa anni prima.
- Guest star: Mary Stuart Masterson (dottoressa Rebecca Hendrix), Jennette McCurdy (Holly Purcell), Daniel Hugh-Kelly (Mark Dobbins), Allison Siko (Kathleen Stabler).

## Identità
- Titolo originale: Identity
- Diretto da: Rick Wallace
- Scritto da: Dawn DeNoon e Lisa Marie Petersen

### Trama
La squadra è alle prese con un caso complicato, dove un criminale della gang Stone Cold Assassins cade da un palazzo, dopo aver tentato di aggredire sessualmente qualcuna tra le ragazze che lavorano per la gang. Le indagini portano però ad un ragazzo che abbellisce i muri della città con i suoi graffiti. Tuttavia Lindsay, la gemella del ragazzo, dice che il giovane non è responsabile dell'accaduto, e confessa di essersi spacciata per lui. Logan Stanton e Lindsay sono seguiti da uno psichiatra sessuale che nasconde un incredibile segreto legato alla loro nascita. 
- Guest star: Reiley McClendon (Logan Stanton / Lindsay Stanton), Mary Stuart Masterson (dottoressa Rebecca Hendrix), Charlayne Woodard (Sorella Peg).

## La preda
- Titolo originale: Quarry
- Diretto da: Constantine Makris
- Scritto da: Jose Molina

### Trama
Una lettera anonima svela il luogo dove è sepolta una vittima di un caso del 1980, dopo 25 anni dall'omicidio. Quando viene ritrovato il corpo di un bambino di sette anni, la squadra ricomincia a indagare sul serial killer condannato Lucas Biggs, credendo che abbia molestato e ucciso il ragazzo. Sebbene Biggs ricordi nel dettaglio ogni bambino che abbia mai molestato, ed a cui ha sottratto decine di cappellini da baseball, giura che non ha memoria di questo e qui Olivia scopre da Biggs che era stato violentato da un pedofilo quando era piccolo di conseguenza aveva perso la ragione vedendo ciò che aveva subito come nulla di che credendo di non aver mai fatto del male ai suoi ragazzi quando invece li aveva danneggiati in modo irreparabile. Quando Olivia fa realizzare a Biggs che ciò che ha subito l'ha trasformato in ciò che è diventato l'uomo piange rendendosi conto solo dopo tutti quegli anni che ciò che ha subito era una cosa terribile e che ha rovinato molti ragazzi che sono rimasti segnati per sempre. Ulteriori indagini mostrano che c'è un altro sospettato, che si rivela una delle ex vittime di Biggs ovvero Deacon Brinn che era impazzito a causa delle violenze subite da Biggs diventando a sua volta un pedofilo perché voleva vendicarsi per ciò che gli era successo facendo sentire degradati e distrutti altri bambini come era accaduto a lui e che era stato Deacon a uccidere il ragazzino dopo che si era ribellato alle molestie. Deacon viene però trovato ucciso e Olivia scopre che colui che gli aveva mandato la mappa per trovare il corpo è una delle ex vittime di Deacon che aveva assistito al delitto e che il pedofilo aveva costretto a sotterrare il cadavere nel campo da baseball poiché aveva minacciato di dare la colpa a lui per l'accaduto. L'uomo che si chiama Avery Shaw voleva vendicarsi per ciò che gli aveva fatto Deacon e per aver ucciso il suo amico e per aver violentato centinaia di bambini e una volta trovato si dichiara colpevole della morte del pedofilo ma in realtà chi ha ucciso Deacon è stata la moglie del pedofilo dopo che aveva scoperto dal figlio che il padre l'aveva violentato e lei aveva ucciso il marito per mettere fine alla sua follia per sempre. Avery afferma di essersi preso la colpa per proteggere la moglie di Deacon perché non era giusto che lei finisse in prigione a causa di ciò che il marito faceva perché Avery avrebbe voluto fermare Deacon molti anni prima e si è rammaricato di non averlo fermato quando poteva. Avery afferma di essersi preso la colpa perché dopo che si era sposato e la moglie era rimasta incinta del loro figlio lui era terrorizzato dal diventare come Deacon e Biggs che erano impazziti a causa delle violenze subite da bambini e per non danneggiare il figlio si era allontanato dalla moglie e dal figlio per anni. Olivia però afferma che non è un mostro perché per quanto odiasse Deacon non l'ha ucciso dimostrando a se stesso che non sarebbe diventato come lui. Avery si riunisce con la moglie e abbraccia il figlio per la prima volta dopo tanti anni finalmente libero dalle sue paure.
- Guest star: Michael Shannon (Avery Shaw), Terry Serpico (Deacon Brinn), John Savage (Lucas Biggs).

## Il gioco
- Titolo originale: Game
- Diretto da: David Platt
- Scritto da: Patrick Harbinson

### Trama
La squadra non sa cosa fare di un violento omicidio quando il figlio di Stabler fa notare che l'omicidio è identico a quello uscito su un videogioco di sua conoscenza. Si tratta di Intensity, sviluppato da Tektop Games, in particolare una scena contenuta in un easter egg, secondo il game designer. L'intervista ai creatori del gioco li porta da un ex dipendente, che poi li conduce da una coppia di adolescenti che affermano di non essere in grado di distinguere la realtà dalla fantasia.
- Guest star: Seth Gabel (Garrett Perle), Geoffrey Arend (Game Designer).

- Curiosità: il videogame di fantasia Intensity è ispirato al celebre GTA III.

## L'adescamento
- Titolo originale: Hooked
- Diretto da: Jean de Segonzac
- Scritto da: Joshua Kotcheff

### Trama
Quando il corpo di Lisa, un'adolescente, viene trovato con la carta d'identità della cugina maggiore Angela, Benson e Stabler indagano solo per scoprire che l'adolescente e la sua migliore amica facevano parte di un gruppo che si era "collegato" online. Con l'intensificarsi delle loro indagini, i detective scoprono che era affetta dall'HIV e cercano tutti i partner sessuali e scoprono un giro di prostituzione gestito in un albergo. Infine si rendono conto che la vittima era l'oggetto dell'ossessione di un uomo più anziano, un dottore che l'aveva in cura, ma prima che possano arrestarlo anche lui viene trovato morto.
- Guest star: Hayden Panettiere (Angela Agnelli).

## Il fantasma
- Titolo originale: Ghost
- Diretto da: David Platt
- Scritto da: Amanda Green

### Trama
Quando una coppia benestante viene trovata morta, in un ufficio e nella loro casa, Benson e Stabler si rendono presto conto che la loro morte è collegata a un giro di traffico di droga. I criminali sono senza scrupoli, al punto di aver sparato in testa al piccolo Antonio Montoja, un bambino, salvo per miracolo, che dice che è coinvolto "il fantasma" un nome noto del Narcotraffico Colombiano, che è in realtà Liam Connors, un ex militante dell'IRA. Alla fine la strada riporta agli stessi spacciatori che hanno costretto un'ex assistente del procuratore distrettuale a nascondersi, Alexandra Cabot. La vecchia collaboratrice della squadra stava infatti lavorando contro i narcotrafficanti ed il suo omicidio, compiuto sempre da "il fantasma", risulta attualmente un caso irrisolto. Il bambino diventa dunque l'unico testimone chiave del processo, ed i criminali cercano di farlo fuori sparando da una macchina in corsa davanti casa sua. Arriva poi al distretto l'agente speciale della DEA Jack Hammond, che svela il fatto che Alexandra Cabot sia in realtà viva e nascosta dal programma Protezione Testimoni, il capitano Cragen è arrabbiato perché Benson e Stabler sapevano della finta morte, mentre lui ne era all'oscuro. Alexandra Cabot torna quindi in tribunale per affrontare i suoi nemici e incastrare finalmente "il fantasma". Anche lei, come un fantasma, si manifesta in aula!
- Guest star: Nicholas Gonzalez (detective Miguel "Mike" Sandoval), Brían F. O'Byrne (Liam "il fantasma" Connors), Stephanie March (Alexandra Cabot), Mitch Pileggi (agente speciale della D.E.A. Jack Hammond).

## Rabbia
- Titolo originale: Rage
- Diretto da: Juan José Campanella
- Scritto da: Michele Fazekas e Tara Butters

### Trama
Quattordici anni prima, nel 1991, Stabler ha avuto la possibilità di inchiodare Gordon Rickett per il rapimento, lo stupro e l'omicidio di Dana MacNamara, ma Rickett è riuscito a cavarsela. Con la recente scoperta del corpo di una nuova vittima, Kerry Lynn Palmer, una ragazzina di 12 anni, uccisa e stuprata con le stesse modalità di Dana, Stabler ha un'altra possibilità di risolvere il caso. Possono trattenere Rickett solo per ventiquattro ore, ma nonostante il breve periodo di tempo raccolgono informazioni sufficienti per avere almeno un punto di partenza. Cragen e Benson temono che Stabler lascerà che il suo odio per il sospetto molestatore di bambini interferisca con la sua capacità di fare il suo lavoro.
- Guest star: Matthew Modine (Gordon Rickett).

## Senza macchia
- Titolo originale: Pure
- Diretto da: Aaron Lipstadt
- Scritto da: Dawn DeNoon

### Trama
Dopo che una ragazza di 18 anni di nome Kaley Sellers è stata rapita, il sensitivo Sebastian Ballentine si fa avanti affermando di avere informazioni sul caso e su alcuni omicidi. Stabler si rifiuta di credere che Ballentine sia un vero sensitivo, è invece convinto che i suggerimenti il sedicente personaggio che sta lasciando sul caso indichino che è in qualche modo coinvolto nel rapimento. Una delle cose scoperte dai detective è che Kaley stava cercando di vendere online la sua verginità per pagarsi il college, e la cosa potrebbe essere collegata al suo rapimento. Mentre il sospettato è sotto interrogatorio viene anche rapita Sorella Peg, la suora che collabora da tempo col dipartimento, quindi o è davvero innocente, o ha un complice. Le indagini svelano un passato alquanto scottante che l'uomo nasconde, con fatti risalenti ai primi anni novanta in Canada, dove ha vissuto col nome di Henry Palaver.
- Guest star: Martin Short (Sebastian Ballentine / Henry Palaver), Charlayne Woodard (Sorella Peg).

## Intossicazione
- Titolo originale: Intoxicated
- Diretto da: Marita Grabiak
- Scritto da: Jonathan Greene

### Trama
Quando Denise Eldridge trova la figlia quindicenne Carrie a letto con il ventunenne Justin, chiama immediatamente la polizia per accusare Justin di stupro. Anche se i due giovani sono realmente fidanzati, essendo lei minorenne, il ragazzo rischia comunque l'accusa di corruzione di minore. Benson intercede per conto di Carrie, chiamando una avvocatessa per i diritti dei minori per assisterla, ma quando Denise viene trovata morta, Carrie e Justin finiscono entrambi nell'elenco dei sospetti. Benson cerca di farsi aiutare dall'avvocatessa Simone Bryce, poiché specialista in diritto minorile, ma Bryce è obbligata a proteggere la sua cliente.
- Guest star: Cathy Moriarty (Denise Eldridge), Danielle Panabaker (Carrie Lynn Eldridge), Jon Foster (Justin Sharp), Glenne Headly (Avvocatessa Simone Bryce).

## Di notte (1)
- Titolo originale: Night
- Diretto da: Arthur W. Forney e Juan José Campanella
- Scritto da: Amanda Green (sceneggiatura) e Chris Levinson (storia)

### Trama
Alcuni ragazzi trovano una scia di banconote da cento dollari per terra, trovando l'ultima in bocca ad una donna stuprata e morta. L'Unità vittime speciali indaga sull'omicidio della vittima finendo in un club privato erotico. Una attivista di strada dice poi a Stabler e Benson che le donne stuprate sono ben 17. Dalle indagini si scoprirà che il maggior sospettato è l'informatico Gabriel Duvall, un uomo molto ricco e malato che ha preso di mira diverse immigrate clandestine. Dopo il suo interrogatorio Casey Novak viene brutalmente aggredita nel suo ufficio e Stabler sospetta di Duvall, minacciandolo. Sua madre Eleanor, grazie alle varie amicizie, tenterà di far licenziare il detective Stabler.
- Guest star: Angela Lansbury (Eleanor Duvall), Alfred Molina (Gabriel Duvall), Bradley Cooper (Jason Whitaker), Kirk Acevedo (investigatore Hector Salazar), Bebe Neuwirth (assistente procuratore distrettuale Tracy Kibre), Rita Moreno (Mildred Quintana), Fred Dalton Thompson (procuratore distrettuale Arthur Branch).
- Curiosità: Casey indossa una maglietta da softball con la scritta "Sex Crimes" (Crimini Sessuali), indicando che gioca a softball in una squadra composta da poliziotti e procuratori. Questo è stato menzionato nella sua prima apparizione "Serendipity" (5x05) e nell'episodio successivo "Coerced" (5x06).
- Curiosità: I personaggi Tracy Kibre e Hector Salazar sono protagonisti dello spin-off Law & Order - Il verdetto.
- Nota: l'episodio costituisce un crossover con suddetta serie e si conclude con l'episodio 1x11 intitolato "Di giorno" della stessa.

## Sangue
- Titolo originale: Blood
- Diretto da: Félix Enríquez Alcalá
- Scritto da: Patrick Harbinson

### Trama
Dopo che il bambino di una giovane donna è stato buttato fuori da un'auto, Benson e Stabler indagano per scoprire cosa è successo e, dopo aver appreso che la giovane donna è dipendente da antidolorifici prescritti, la loro indagine li porta da una donna anziana di nome Jenny Rogers, che vive con suo figlio Kevin e la nuora Carol. La giovane donna finalmente identifica Carol Rogers come la persona che le ha venduto la droga, ma quando gli investigatori vanno ad affrontare Carol trovano il suo corpo e cercano di scoprire chi l'ha uccisa. Mentre indaga sul complesso rapporto tra madre e figlio, Stabler deve risolvere un problema personale, sua figlia è stata arrestata per guida in stato di ebbrezza. 
- Guest star: Melinda Dillon (Jenny Rogers), Matt Schulze (Kevin Rogers), Christine Elise (Carol Rogers).

## Pezzi
- Titolo originale: Parts
- Diretto da: Matt Earl Beesley
- Scritto da: David Foster

### Trama
La squadra si trova ad indagare su un delitto particolarmente efferato che ricorda, come loro stessi fanno notare, il celebre caso del serial killer che amava fare a pezzi le proprie vittime, Ed Gein. Dopo che la testa ed un braccio di una donna vengono trovati in una discarica di automobili, gli investigatori rintracciano il resto del corpo, esso è finito sul mercato nero. La testa mozzata presenta tracce di sperma nella gola. Il primo sospetto è il fidanzato della ragazza morta, Leon, un macellaio ebreo che, come evidenziato dalla perquisizione dell'appartamento soffre di disturbi ossessivo compulsivi. Da ulteriori indagini viene alla luce un pericoloso giro di compravendite di parti di cadaveri, sottratti al "cimitero dei senza nome" nome con cui è noto l'obitorio degli omicidi sconosciuti. La polizia decide di unire le forze con Amy Solwey, una dottoressa sorda finita in prigione a causa di un suicidio assistito. L'utilizzo di un rene trafugato al mercato nero per salvare la vita di un bambino diventa oggetto di una discussione etica tra Stabler ed un medico.
- Guest star: Marc Grapey (Russ Bianco), Isiah Whitlock, Jr. (Rappresentante NTCC). Marlee Matlin (Dottoressa Amy Solwey).
- Curiosità: l'attrice Marlee Matlin, già apparsa nell'episodio 5x22, nello stesso ruolo, è realmente sorda, ed è diventata celebre come protagonista del film Figli di un Dio minore del 1986.

## Golia
- Titolo originale: Goliath
- Diretto da: Peter Leto
- Scritto da: Michele Fazekas e Tara Butters

### Trama
Dopo che la moglie di un agente di polizia ha affermato che suo marito l'ha violentata, Benson e Stabler arrestano l'uomo e si avvicinano a credere alla sua versione dei fatti quando attacca il suo capitano, picchiando la donna in uno scatto d'ira. Quando un altro ufficiale uccide la moglie e tenta di uccidersi quella stessa notte, con modalità simili, è chiaro che i due casi siano collegati. L'intera forza di polizia viene coinvolta e presto si rende conto che i due uomini sono tornati di recente dall'Afghanistan, dove hanno ricevuto il farmaco Quinium, un antimalarico. Si tratta quindi di due casi da stress post-traumatico. Munch ricorda alcuni casi del passato di soldati che, tornati dal fronte, hanno ucciso le mogli. Con il riluttante aiuto del giornalista Sherman Hempell, quello che ha dato l'indizio sul farmaco, e di un medico di base con un rimorso di coscienza, Novak affronta l'esercito degli Stati Uniti. Stabler ha problemi con il caso per via del suo passato nei Marines.
- Guest star: Jon Bernthal (Giornalista Sherman Hempell), Fred Dalton Thompson (Procuratore Capo Arthur Branch).
- Curiosità: Vedendo Munch e Novak insieme, Sherman Hempell li chiama scherzosamente Mulder e Scully, citando la nota serie X-Files.
- Curiosità: Jon Bernthal ha debuttato come attore in TV proprio nella saga di Law & Order, nel 2002, nell'episodio 2x06 di Law & Order: Criminal Intent e compare nel franchise per la seconda volta in questo episodio.